# 南部区 (马拉维)
南部区是马拉维3个主要行政区之一，人口5,876,784（2008年），面积31,753平方公里，首府为布兰太尔。

## 行政区划
南部区分为12个县，如下：
- 巴拉卡县（Balaka）
- 布兰太尔县（Blantyre）
- 奇克瓦瓦县（Chikwawa）
- 奇拉朱卢县（Chiradzulu）
- 马钦加县（Machinga）
- 曼戈切县（Mangochi）
- 姆兰杰县（Mulanje）
- 姆万扎县（Mwanza）
- 恩桑杰县（Nsanje）
- 法隆贝县（Phalombe）
- 蒂约罗县（Thyolo）
- 松巴县（Zomba）

## 城镇
主要城镇包括：
- 巴拉卡（Balaka）
- 布兰太尔（Blantyre）
- 利翁代（Liwonde）
- 曼戈切（Mangochi）
- 猴子湾（Monkey Bay）
- 姆兰杰（Mulanje）
- 恩桑杰（Nsanje）
- 法隆贝（Phalombe）
- 蒂约罗（Thyolo）
- 松巴